# Royal Society

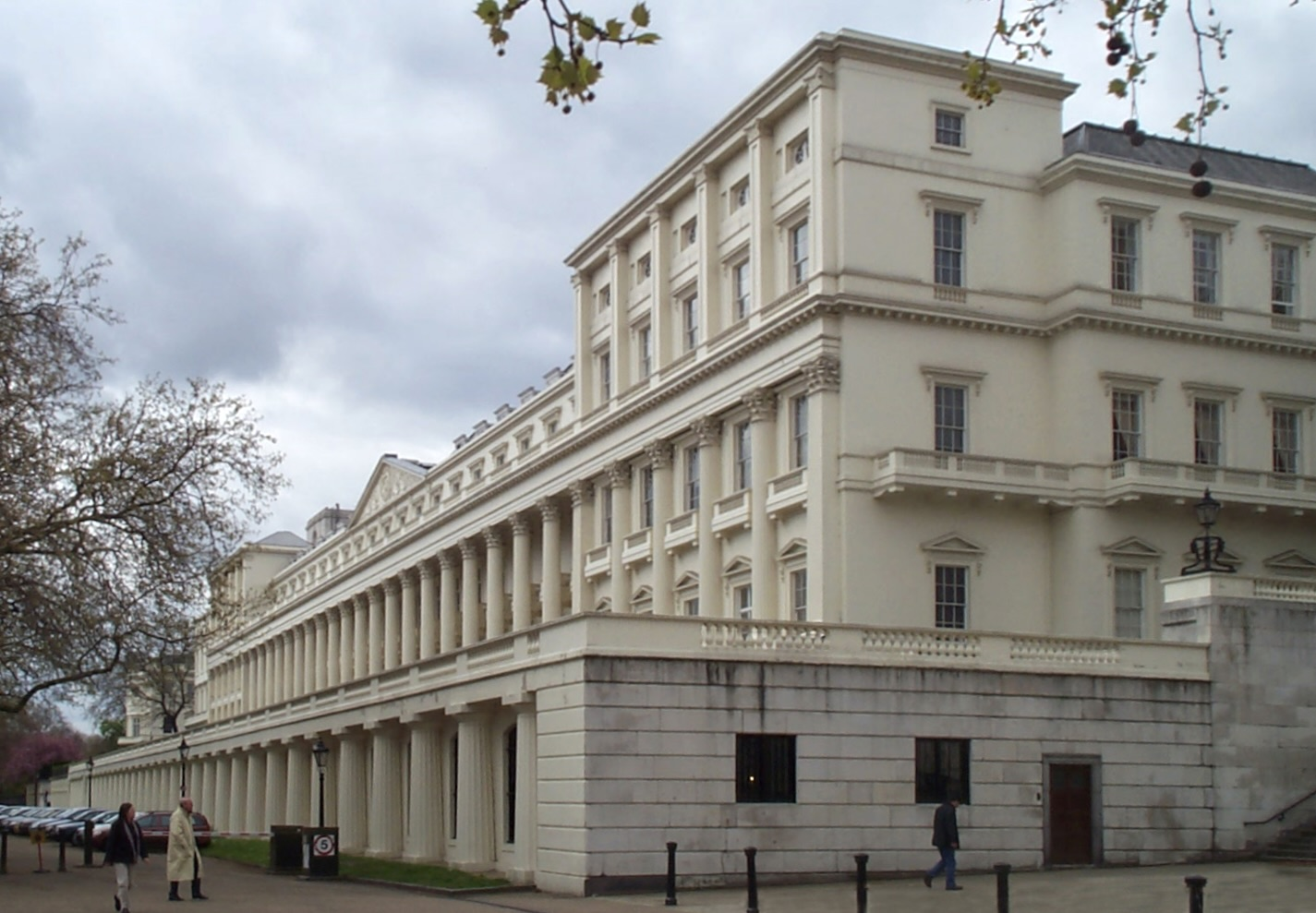
Clădirea Royal Society la Londra.

Royal Society of London for the Improvement of Natural Knowledge (Societatea regală din Londra pentru îmbunătățirea cunoștințelor despre natură) din Londra, cunoscută sub numele de Royal Society este o instituție pentru promovarea științei, fondată în 1660. Este echivalentă cu Academia de științe a Franței.
Membrii Royal Society se numesc Fellows of the Royal Society, fiind aleși dintre cele mai remarcabile personalități științifice, inginerești și tehnologice ale Angliei și Regatului Unit al Marii Britanii și Irlandei de Nord. De-a lungul timpului, conform propriilor arhive (vedeți List of Fellows), au existat circa 8.500 de membri ai prestigioasei instituții.

## Premii oferite
- Medalia Copley
- Premiul Armourers & Brasiers
- Premiul Kohn
- Premiul Michael Faraday
- Premiul MicroSoft (începând cu 2006)
- Premiul Mullard
- Royal Society GlaxoSmithKline Prize and Lecture
- Premiul Royal Society Pfizer
- Premiul Rosalind Franklin

## publicații periodice
- Proceedings of the Royal Society
- Philosophical Transactions of the Royal Society